# Nadja (zespół muzyczny)
Nadja – kanadyjska eksperymentalna grupa muzyczna zaliczana do gatunku ambient / drone doom metal. Powstała w 2003 jako jednoosobowy projekt, jej założycielem był poeta, kompozytor, wokalista i multiinstrumentalista Aidan Baker. W 2005 dołączyła do niego basistka Leah Buckareff.
Zespół charakteryzuje się powolnym i mrocznym brzmieniem oraz potężną ścianą dźwięku. Utwory trwają nawet do kilkudziesięciu minut, wokal występuje rzadko. Muzycy jako swoją inspirację wymieniają takie grupy jak m.in.: Swans, Godflesh, My Bloody Valentine, Codeine, Coil, Big Black, Sunn O))), Khanate.
Początkowo płyty ukazywały się w bardzo niskich nakładach jako limitowane edycje na nośnikach CD-R. Pierwszym oficjalnym wydawnictwem stał się LP Truth Becomes Death z 2005, później oprócz nowych albumów pojawiły się także na nowo nagrane wersje wcześniejszych płyt.

## Dyskografia

### Albumy studyjne
- Touched (LP) (2003) (2007 nowa wersja)
- Skin Turns To Glass (LP) (2003) (2008 nowa wersja)
- Corrasion (LP) (2003) (2007 nowa wersja)
- I Have Tasted The Fire Inside Your Mouth (EP) (2004) (2007 nowa wersja na albumie Radiance Of Shadows)
- Bodycage (LP) (2005) (2006 reedycja)
- Bliss Torn From Emptiness (LP) (2005) (2008 nowa wersja)
- Truth Becomes Death (LP) (2005)
- Trembled (live) (2006) (2008 reedycja)
- Thaumogenesis (LP) (2007) (2008 reedycja z albumem Thaumoradiance)
- Base Fluid (SP) (2007)
- Guilted By The Sun (EP) (2007)
- Radiance Of Shadows (LP) (2007)
- Thaumoradiance (live) (2008) (2008 reedycja z albumem Thaumogenesis)
- Desire In Uneasiness (LP) (2008)
- Long Dark Twenties (SP) (2008)
- Trinity (EP) (2008)
- The Bungled & The Botched (LP) (2008)
- Trinitarian (EP) (2008)
- When I See The Sun Always Shines On TV (LP) (2009)
- Under the Jaguar Sun (LP) (2009)

### Splity i współpraca
- Moss / Nadja (z Moss) (2003)
- Absorption (z Methadrone) (2005)
- We Have Departed The Circle Blissfully (z Fear Falls Burning) (2006)
- 12012291920/1414101 (z Atavist) (2007)
- Fear Falls Burning & Nadja (z Fear Falls Burning) (2007)
- Magma To Ice (z Netherworld) (2008)
- Tümpisa (z 5/5/2000) (2008)
- Christ Send Light (z Black Boned Angel) (2008)
- Points At Infinity (z Atavist) (2008)
- Infernal Procession... And Then Everything Dies (z Atavist i Satori) (2008)
- Primitive North (z A Storm Of Light) (2009)